# 나즈리야 나짐
나즈리야 나짐(힌디어: নাজরিয়া নাজিম, 영어: Nazriya Nazim, 1994년 12월 20일 ~ )은 인도의 배우이다.